# Selección de baloncesto 3x3 de China Taipéi
La Selección de baloncesto 3x3 de China Taipéi es el equipo formado por jugadores de nacionalidad taiwanesa, que representa a la Asociación de Baloncesto de China Taipéi en las competiciones internacionales organizadas por la Federación Internacional de Baloncesto (FIBA): el Copa Mundial FIBA de Baloncesto 3x3 y el Campeonato FIBA Asia 3x3.

## Participaciones

### Campeonato FIBA Asia 3x3
| Año  | Sede                 | Posición         |
| ---- | -------------------- | ---------------- |
| 2013 | Doha, Catar          | Cuartos de final |
| 2017 | Ulán Bator, Mongolia | No clasificó     |
| 2018 | Shenzhen, China      | No clasificó     |
| 2019 | Changsha, China      | No clasificó     |

### Copa Mundial FIBA de Baloncesto 3x3
| Año  | Sede                    | Posición     |
| ---- | ----------------------- | ------------ |
| 2012 | Atenas, Grecia          | No clasificó |
| 2014 | Moscú, Rusia            | No clasificó |
| 2016 | Cantón, China           | No clasificó |
| 2017 | Nantes, Francia         | No clasificó |
| 2018 | Bocaue, Filipinas       | No clasificó |
| 2019 | Ámsterdam, Países Bajos | No clasificó |
| 2020 | Kiev, Ucrania           | No clasificó |

### Juegos Asiáticos
| Año  | Sede                       | Posición |
| ---- | -------------------------- | -------- |
| 2018 | Yakarta Central, Indonesia | 7°       |